# Марченко, Людмила Васильевна
Людми́ла Васи́льевна Ма́рченко (20 июня 1940, Архипо-Осиповка, Краснодарский край — 23 января 1997, Москва) — советская актриса театра и кино.

## Биография
В раннем детстве вместе с родителями оказалась на оккупированной территории. После войны семья переехала в Москву. Окончила среднюю школу № 135.
В 1963 году окончила ВГИК (мастерская Михаила Ромма).
С 1963 года — актриса Экспериментального театра-студии пантомимы «Эктемим» под руководством Александра Румнева. В 1965—1984 годах — актриса Театра-студии киноактёра.
Дебютом в кино стала эпизодическая роль комсомолки-метростроевки в картине «Добровольцы». За красоту актрису называли «советской Одри Хепбёрн».
В прессе публиковались воспоминания коллег по цеху о том, что карьеру актрисе осложнил Иван Пырьев, ухаживания которого она в молодости отвергла.
В конце жизни Марченко страдала депрессией, алкоголизмом, стала терять слух, так как сказалась черепно-мозговая травма. Это случилось из-за ссоры с её мужем Валентином Березиным, с которым в итоге Людмила разошлась. Он избил актрису, в результате чего её лицо было изуродовано и покрыто шрамами и синяками. После этого она стала появляться только в эпизодах. Она вела затворнический образ жизни, не показывалась на телеэкранах, не давала интервью. После смерти последнего мужа, художника Сергея Соколова, заболев гриппом, она не вызывала врачей и наотрез отказывалась лечиться, родным запрещала её навещать.
21 января 1997 года Людмила Марченко скончалась на 57-м году жизни.

Могила на Ваганьковском кладбище

Похоронена на Ваганьковском кладбище (25 уч.).

## Оценки современников
Люся <…> между съёмками в кино актрисой, по существу, не была, не умела поддерживать самостоятельно форму (и содержание, в общем, тоже)— Александр Нилин

## Личная жизнь
- Первый муж — Владимир Вербенко, студент МГИМО (1961).
- Роман — Валентин Березин, геолог (1962—1968).
- Роман — Виталий Войтенко, администратор Москонцерта (1968—1975).
- Второй муж — Сергей Соколов, художник-иллюстратор, график. (1975 — умер 22 июля 1996 года)

Детей нет. Была беременна от Олега Стриженова, но сделала аборт, повлёкший за собой бесплодие.

## Фильмография
1. 1958 — Добровольцы — девушка Кайтанова-младшего
2. 1959 — Белые ночи — Настенька
3. 1959 — Отчий дом — Таня Скворцова
4. 1960 — До будущей весны — Вера Николаевна, учительница
5. 1960 — Леон Гаррос ищет друга — Маша, лифтёр в московской гостинице
6. 1961 — Дмитро Горицвит — Югина
7. 1962 — Без страха и упрёка — Лена, сестра Тоши
8. 1962 — Мой младший брат — Галя Бодрова
9. 1963 — Полустанок — доярка
10. 1965 — Люди остаются людьми — Нина
11. 1965 — Стряпуха — Таисья
12. 1966 — Туннель — служанка
13. 1966 — Айболит-66 — рыжий клоун
14. 1967 — Цыган — Галя, жена Будулая
15. 1967 — Человек бросает якорь — Нина Коваленко
16. 1968 — Разведчики — Мари
17. 1969 — Ночной звонок — эпизод
18. 1977 — Служебный роман — гостья у Самохваловых
19. 1979 — Что-то с телефоном (короткометражный) — гостья
20. 1980 — О бедном гусаре замолвите слово — провинциальная актриса
21. 1982 — Кто стучится в дверь ко мне… — Люська, мать Виталика
22. 1991 — Воспоминания о звёздном билете (документальный)